# Циклична пермутација
Појам цикличне пермутације се користи на различите мада сличне начине:

## Прва дефиниција
Пермутација P над скупом S са k елемената се назива цикличном пермутацијом са померајем t ако и само ако
се елементи S могу уредити  и пресликавање P се може записати као:
 за , и
 за .
Напомена: Свака циклична пермутација дефинисана на овај начин ће бити конструисана од тачно нзд(k,&nbsp;t) дисјунктних циклуса.
Цикличне пермутације дефинисане на овај начин се називају и ротацијама.
Пример:
{\displaystyle {\begin{pmatrix}1&2&3&4&5&7&6&8\\3&4&5&7&6&8&1&2\end{pmatrix}}}
је циклична пермутација са померајем 2. Може се конструисати од нзд(2, 8) = 2 циклуса; види слику. Коришћено уређење је:  у осталим случајевима.

## Друга дефиниција
Пермутација се назива цикличном ако и само ако се састоји од тачно једног циклуса.
Напомена: Свака пермутација над скупом са k елемената је циклична пермутација по овој дефиницији ако и само ако је циклична пермутација по првој дефиницији и нзд(k, померај) = 1
Пример:
{\displaystyle {\begin{pmatrix}1&2&3&4&5&7&6&8\\4&5&7&6&8&1&2&3\end{pmatrix}}={\begin{pmatrix}1&4&6&2&5&8&3&7\\4&6&2&5&8&3&7&1\end{pmatrix}}}

## Трећа дефиниција
Пермутација се назива цикличном ако и само ако само један од циклуса који је граде има дужину ≥ 1.
Напомена: Свака циклична пермутација дефинисана на овај начин се може посматрати као унија цикличне пермутације по другој дефиницији и неких фиксираних тачака.
Свака циклична пермутација по другој дефиницији се може посматрати као циклична пермутација по трећој дефиницији са нула фиксираних тачака.
Пример:
{\displaystyle {\begin{pmatrix}1&4&6&8&3&7&2&5\\4&6&8&3&7&1&2&5\end{pmatrix}}}